# Archichlora hemistrigata
Archichlora hemistrigata är en fjärilsart som beskrevs av Paul Mabille 1900. Archichlora hemistrigata ingår i släktet Archichlora och familjen mätare. Inga underarter finns listade i Catalogue of Life.